# Ouémé (flod)
Ouémé är ett vattendrag i Benin. Det ligger i den södra delen av landet, 9 km sydväst om huvudstaden Porto-Novo.
Omgivningarna runt Ouémé är en mosaik av jordbruksmark och naturlig växtlighet. Runt Ouémé är det tätbefolkat, med 591 invånare per kvadratkilometer.